# Bertaucourt-Epourdon
Bertaucourt-Epourdon ist eine französische Gemeinde mit 586 Einwohnern (Stand 1. Januar 2022) im Département Aisne in der Region Hauts-de-France. Sie gehört zum Arrondissement Laon, zum Kanton Tergnier und zum Gemeindeverband Chauny-Tergnier-La Fère. Die Einwohner werden Bertaucourtois und Bertaucourtoises genannt.

## Geografie
Die Gemeinde Bertaucourt-Epourdon liegt auf einer Terrasse östlich des Oise-Tales, 20 Kilometer westnordwestlich von Laon. Nachbargemeinden von Bertaucourt-Epourdon sind Charmes im Norden, Rogécourt im Nordosten, Fressancourt im Osten, Saint-Gobain im Süden sowie Deuillet im Westen.

## Bevölkerungsentwicklung
| Jahr                       | 1962 | 1968 | 1975 | 1982 | 1990 | 1999 | 2006 | 2014 | 2021 |
| Einwohner                  | 530  | 482  | 418  | 489  | 462  | 515  | 541  | 618  | 587  |
| Quellen: Cassini und INSEE |      |      |      |      |      |      |      |      |      |

## Sehenswürdigkeiten

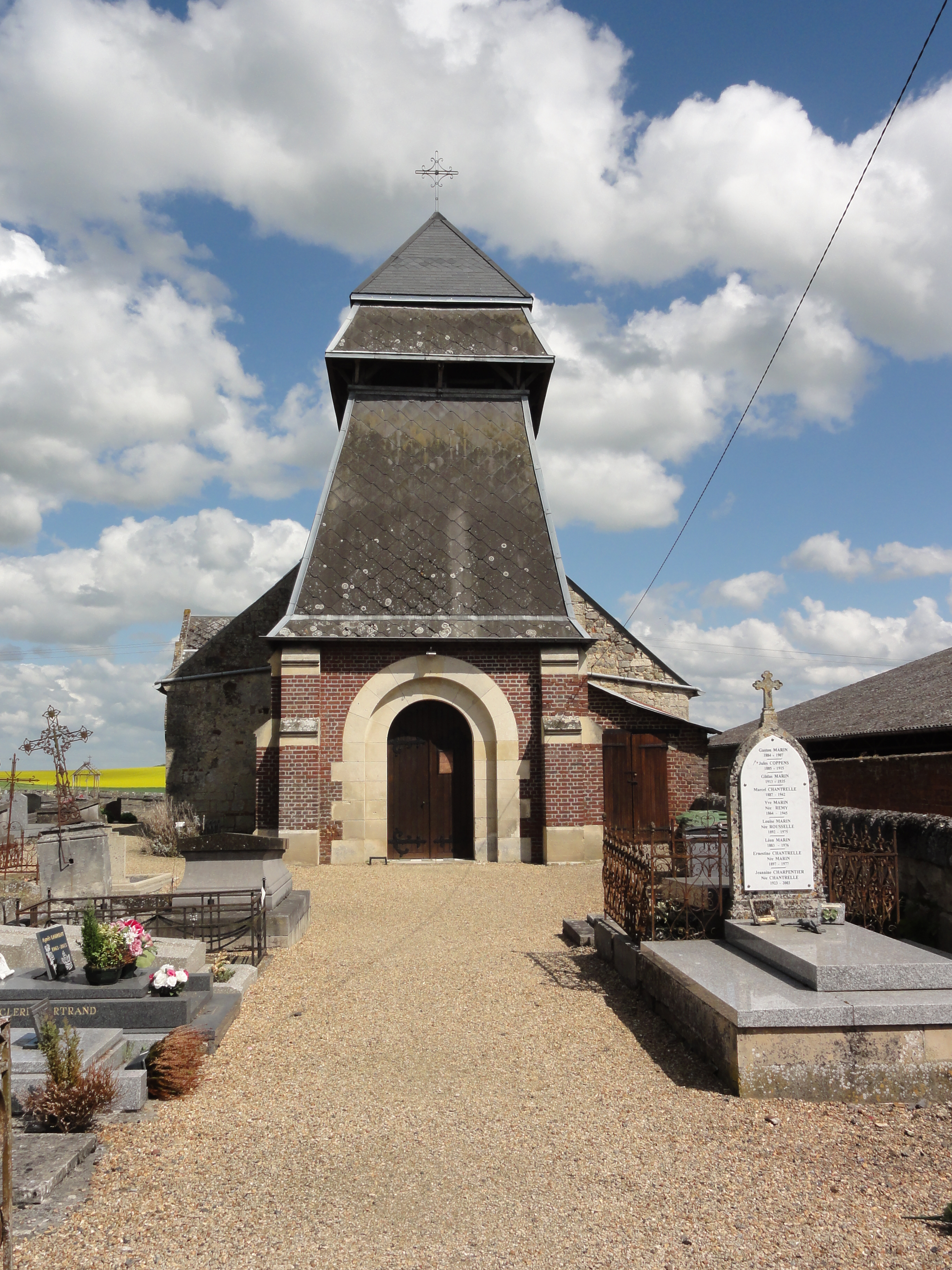
Kirche Saint-Martin
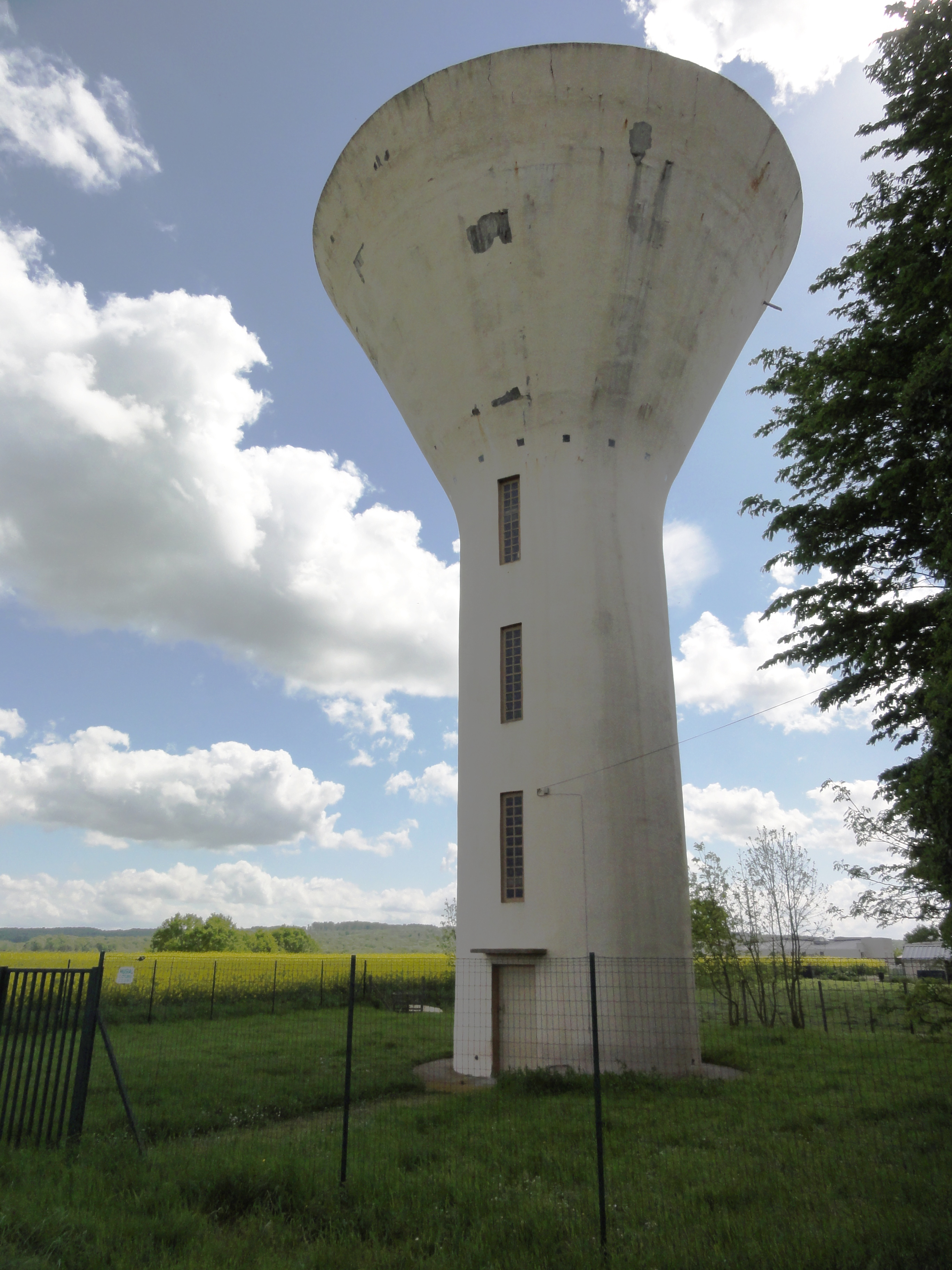
Wasserturm
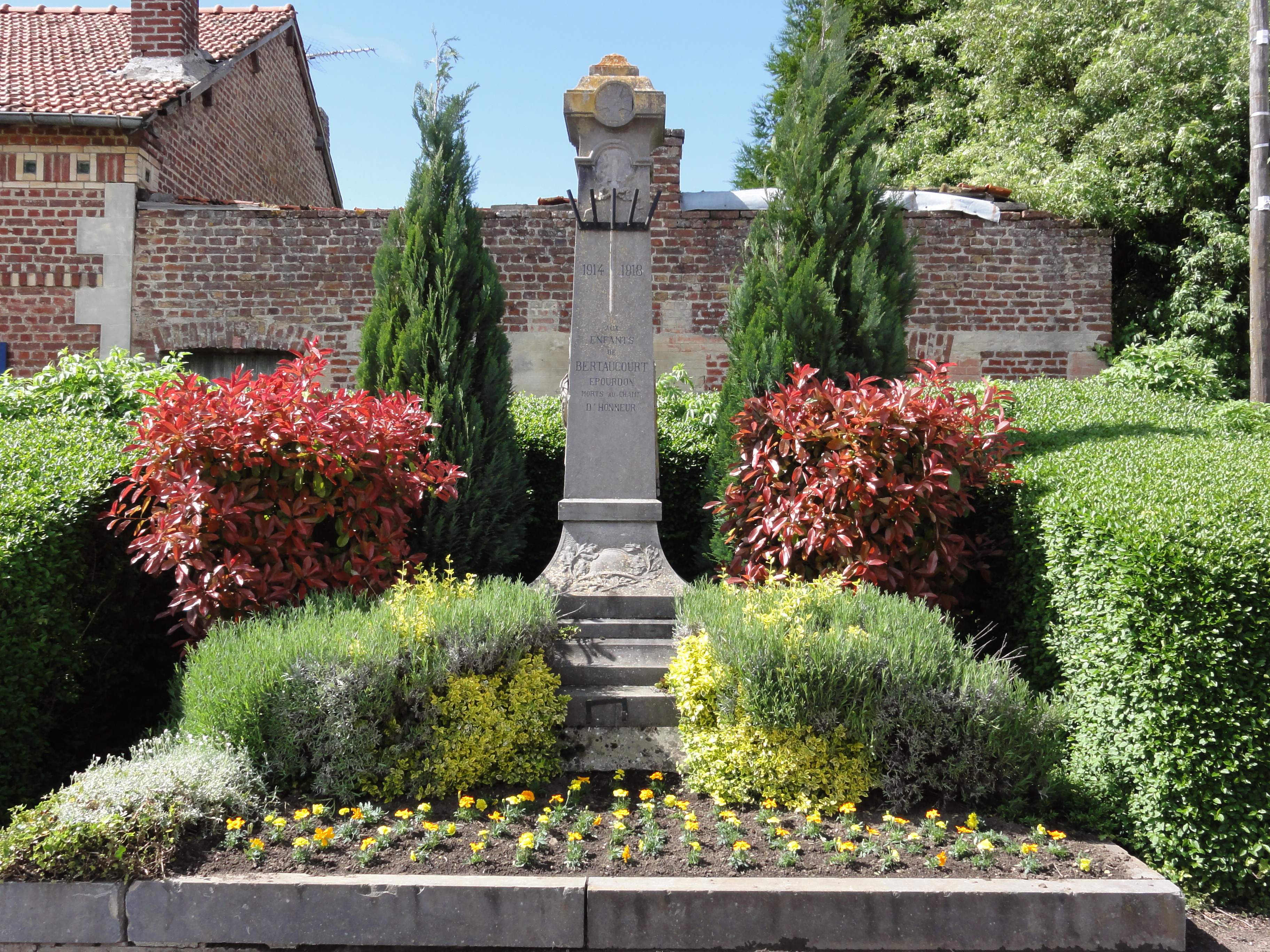
Gefallenendenkmal

- Kirche Saint-Martin
- Wasserturm
- Gefallenendenkmal